# Horseshoe Beach
Horseshoe Beach é uma vila localizada no estado americano da Flórida, no condado de Dixie. Foi incorporada em 1963.

## Geografia
De acordo com o United States Census Bureau, a vila tem uma área de 1,2 km², onde 1,1 km² estão cobertos por terra e 0,1 km² por água.

### Localidades na vizinhança
O diagrama seguinte representa as localidades num raio de 48 km ao redor de Horseshoe Beach.

## Demografia
Segundo o censo nacional de 2010, a sua população é de 169 habitantes e sua densidade populacional é de 145 hab/km². É a localidade menos populosa do condado de Dixie e a que, em 10 anos, teve a maior redução populacional do condado. Possui 378 residências, que resulta em uma densidade de 324,3 residências/km².